# Emil Novák
Emil Novák (* 12. April 1989 in Zábřeh) ist ein ehemaliger tschechischer Snowboarder. Er startete im Snowboardcross.

## Werdegang
Novák, der für den Dukla Liberec startete, errang bei den Juniorenweltmeisterschaften 2007 in Bad Gastein den 58. Platz. Im folgenden Jahr kam er bei den Juniorenweltmeisterschaften in Chiesa in Valmalenco auf den 18. Platz und nahm in Lake Placid erstmals am Snowboard-Weltcup teil, wobei er den 50. Platz errang. In der Saison 2008/09 belegte er bei den Snowboard-Weltmeisterschaften 2009 in Gangwon den 42. Platz und bei den Juniorenweltmeisterschaften 2009 in Nagano den 19. Rang. In der Saison 2010/11 fuhr er bei den Snowboard-Weltmeisterschaften 2011 in La Molina auf den 33. Platz und bei der Winter-Universiade 2011 in Erzurum auf den 46. Platz im Parallel-Riesenslalom sowie auf den achten Rang im Snowboardcross. In der Saison 2012/13 erreichte er mit Platz 19 im Blue Mountain seine beste Platzierung im Weltcup und mit dem 47. Rang im Snowboardcross-Weltcup sein bestes Gesamtergebnis. Beim Saisonhöhepunkt, den Snowboard-Weltmeisterschaften 2013 im Stoneham, errang er den 16. Platz. Nach Platz sieben bei der Winter-Universiade 2013 in Monte Bondone zu Beginn der Saison 2013/14, absolvierte er in Vallnord-Arcalís seinen 32. und damit letzten Weltcup, welchen er auf dem 29. Platz beendete und belegte bei den Olympischen Winterspielen 2014 in Sotschi den 25. Platz.

## Teilnahmen an Weltmeisterschaften und Olympischen Winterspielen

### Olympische Winterspiele
- 2014 Sotschi: 25. Platz Snowboardcross

### Snowboard-Weltmeisterschaften
- 2009 Gangwon: 42. Platz Snowboardcross
- 2011 La Molina: 33. Platz Snowboardcross
- 2013 Stoneham: 16. Platz Snowboardcross

## Weltcup-Gesamtplatzierungen
| Saison  | Gesamt | Gesamt | Snowboardcross | Snowboardcross |
| Saison  | Punkte | Platz  | Punkte         | Platz          |
| ------- | ------ | ------ | -------------- | -------------- |
| 2007/08 | 33     | 301.   | 33             | 78.            |
| 2008/09 | 31     | 313.   | 31             | 80.            |
| 2009/10 | 103    | 233.   | 103            | 55.            |
| 2010/11 | -      | -      | 165            | 49.            |
| 2011/12 | -      | -      | 176            | 53.            |
| 2012/13 | -      | -      | 209            | 47.            |
| 2013/14 | -      | -      | 128            | 54.            |